# NGC 286
NGC 286 ist eine linsenförmige Polarringgalaxie vom Hubble-Typ S0 im Sternbild Walfisch südlich der Ekliptik. Sie ist schätzungsweise 488 Millionen Lichtjahre von der Milchstraße entfernt und hat einen Durchmesser von etwa 185.000 Lichtjahren. 

Im selben Himmelsareal befinden sich u. a. die Galaxien NGC 283, NGC 284, NGC 285, IC 56.
Das Objekt wurde am 2. Oktober 1886 von dem US-amerikanischen Astronomen Francis Preserved Leavenworth entdeckt.